# Doña Ana (Nowy Meksyk)
Doña Ana – jednostka osadnicza w Stanach Zjednoczonych, w stanie Nowy Meksyk, w hrabstwie Doña Ana.